# Letící
Letící je abstraktní exteriérová socha. Nachází se v městském obvodu Michálkovice statutárního města Ostrava v Moravskoslezském kraji v nížině Ostravská pánev a v Horním Slezsku. Dílo vytvořil český sochař Václav Uruba (1928-1983).

## Historie a popis díla
Letící je umístěn na trávníku před Základní školou v Michálkovicích na adrese U Kříže. Dílo z mušlového vápence, které je vytvořeno ve stylu socialistického realismu, vzniklo v roce 1965. Představuje abstraktním způsobem ztvárněnou vodorovnou letící postavu muže umístěnou na úzkém soklu. Na soše jsou také znázorněny geometrické obrazce.

### Rozměry díla
Podle:
| Výška díla:   | 1,70 m |
| Šířka díla:   | 3,30 m |
| Hloubka díla: | 0,75 m |

## Galerie

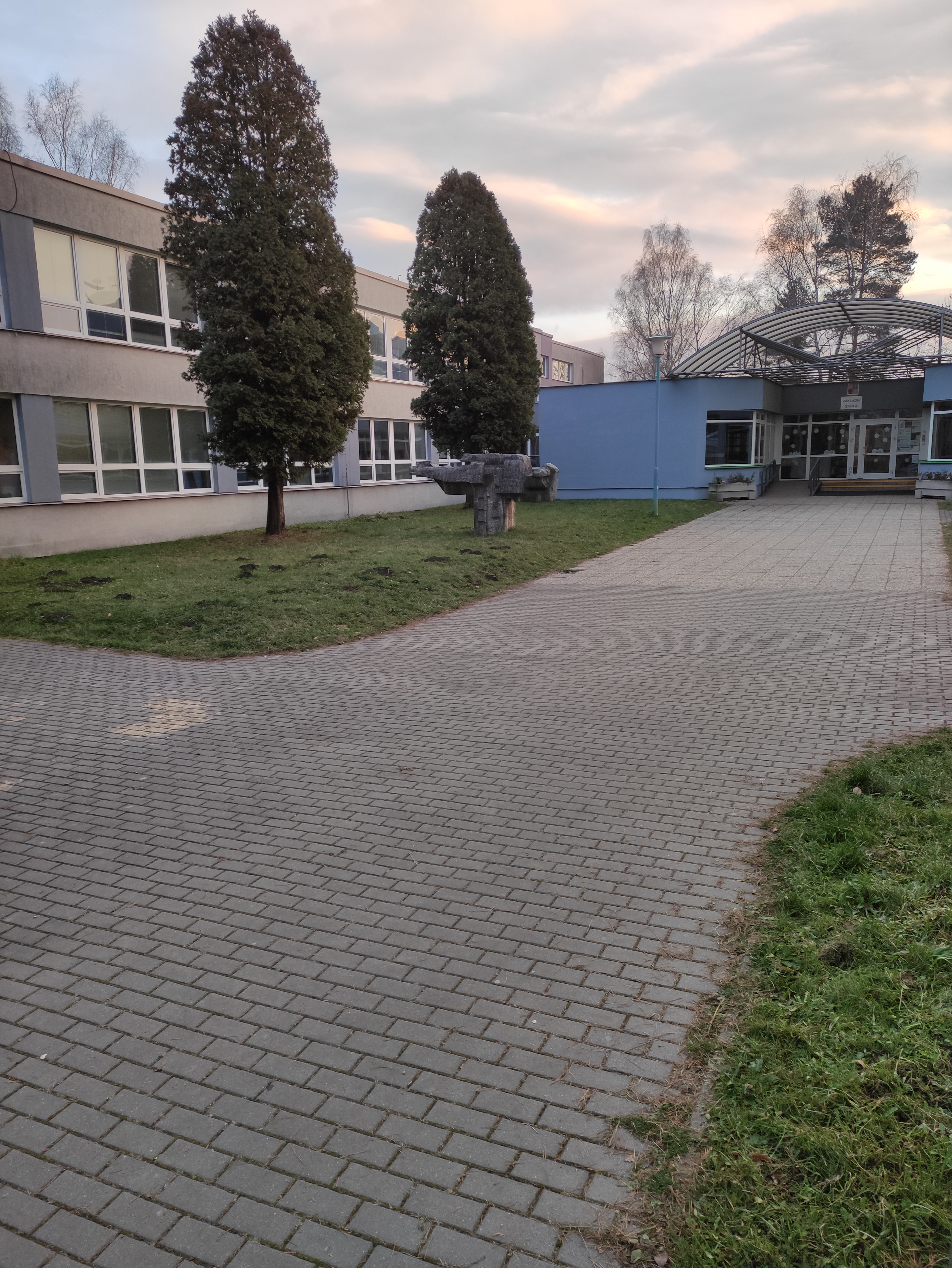
Letící (v pozadí Základní škola v Michálkovicích)